# Diolcogaster kasparyani
Diolcogaster kasparyani är en stekelart som beskrevs av Kotenko 2007. Diolcogaster kasparyani ingår i släktet Diolcogaster och familjen bracksteklar. Inga underarter finns listade i Catalogue of Life.